# 한스 타우젠
한스 타우젠(Hans Tausen, 1494년 ~ 1561년)은 덴마크의 종교개혁자이자 루터교 신학자, 목사이다. 마르틴 루터의 종교개혁에 영향을 받아 덴마크에서 종교개혁을 이끌었다.